# جولیا ریشتر (قایقران)
جولیا ریشتر (انگلیسی: Julia Richter؛ زادهٔ ۲۹ september ۱۹۸۸ (۳۶ سال)) ورزشکار روئینگ اهل آلمان است.
وی در مسابقات کشوری و بین‌المللی در مجموع برندهٔ ۳ مدال طلا، ۳ مدال نقره، ۲ مدال برنز شده‌است.